# Calycomyza longicauda
Calycomyza longicauda este o specie de muște din genul Calycomyza, familia Agromyzidae, descrisă de Blanchard în anul 1954. Conform Catalogue of Life specia Calycomyza longicauda nu are subspecii cunoscute.